# Swertia trichotoma
Swertia trichotoma är en gentianaväxtart som först beskrevs av Robert Wight och Arn., och fick sitt nu gällande namn av Robert Wight och Charles Baron Clarke. Swertia trichotoma ingår i släktet Swertia och familjen gentianaväxter. Inga underarter finns listade i Catalogue of Life.